# Passagerare till Frankfurt
Passagerare till Frankfurt (Engelska: Passenger to Frankfurt: An Extravaganza) är en spionroman av Agatha Christie, först publicerad i Storbritannien i september 1970 och i USA senare samma år.
Den publicerades för att markera Christies åttioårsdag och genom att räkna upp både brittiska och amerikanska novellsamlingar för att nå den önskade summan, annonserades den också som hennes åttionde bok. Det är den sista av hennes spionromaner. I början av boken finns ett citat av Jan Smuts: "Ledarskap, förutom att vara en stor kreativ kraft, kan vara djävulskt..."
Sir Stafford Nye, en medelålders diplomat, kliver in i en värld av spioner, dubbelagenter och hemliga grupper för att åstadkomma en förändring i internationella maktcentra. Han träffar en kvinna som har valt ut honom för att hjälpa henne vid en avgörande tidpunkt, när en väderförsening förändrar var hon och hans flygplan landar innan de fortsätter till England. Det finns många kommentarer om förändringarna i världen, särskilt ungdomar i collegeåldern i Europa, USA och Sydamerika, i slutet av 1960-talet.
Romanen fick blandade recensioner vid publiceringen och 1990.  År 2017 fick den ett positivt omdöme i en essä om spekulativa spionthrillerromaner av kvinnor. Den är en av endast fyra Christie-romaner som inte har fått en adaption av något slag, de andra är Döden till mötes, Destination okänd och Ödets port.

## Handling
Sir Stafford Nyes flyg hem från Malaysia tar en oväntad vändning när en kvinna närmar sig honom på Frankfurt Mains flygplats. Kvinnan hävdar att hennes liv är i fara och att hon behöver hans hjälp. Nye går med på att låna henne sin resekappa, pass och boardingbiljett. En kollega i London, Horsham från säkerhetsavdelningen, berättar för Nye att hans insats i Frankfurt räddade Mary Anns liv. Sir Stafford hörde ett annat namn ropas upp för henne på flygplatsen, Daphne Theodofanous. Nye äter middag med sin vän Eric, som oroar sig för sitt professionella rykte. Mary Ann lämnar tillbaka hans pass, fasttejpat i en tidning i hans post. Nye annonserar i tidningens kontaktannonsavdelning efter sin mystiska kvinna och skriver in sig som Passagerare till Frankfurt. Hon svarar med biljetter till en opera, som hon fått vid ett diskret möte på en bro. Hans gammelmoster Matilda antyder för honom en fruktansvärd världsomfattande konspiration, som använder en fras från Richard Wagners opera Siegfried (1876). Matilda upptäcker att han har en kvinna i sitt liv nu.
Operan är Siegfried, en del av Nibelungens ring av Wagner. Den mystiska kvinnan deltar bara i den andra akten, vilket gör att Nye får höra melodin till den unge Siegfried på ett exemplar av programmet, ett motiv för det hon gör. Han deltar i en ambassadfest som hålls av den amerikanske ambassadören och hans fru, Sam och Mildred Cortman. Mary Ann är där under sitt riktiga namn grevinnan Renata Zerkowski. Hon erbjuder Nye skjuts hem, men tar honom istället hem till finansmannen Mr Robinson, där de träffar överste Pikeaway, Lord Altamount, James Kleek och Horsham. Nye syns inte till på ett tag, eftersom han har accepterats av den sammansvetsade gruppen av brittisk underrättelsetjänst för att hjälpa till att utföra de uppgifter som Mary Ann har tagit på sig. De reser mycket. Mary Ann varnar Nye för att en i deras egen grupp förmodligen är en förrädare.
Vissa tror att Adolf Hitler i slutet av andra världskriget hamnade på ett mentalsjukhus, träffade en grupp människor som trodde att de var Hitler och bytte plats med en av dem och på så sätt överlevde kriget. Han flydde till Argentina, där han gifte sig och fick en son som brännmärktes med ett hakkors på hälen. Denna tro uppmuntrar dem som vill återuppliva nazisternas tro och sätt. Grevinnan tror att hon har den här pojken med sin hakkorstatuering. Historien berättas för underrättelsegruppen av psykiatrikern Dr Reichardt, men de vet att den är falsk. Hitler hade ingen son. Den brittiska underrättelsetjänsten förklarar i flera långa avslöjande kapitel hur droger, promiskuitet och studentoroligheter i USA och Europa orsakas av nazistiska agitatorer. Agitatorerna börjar skapa anarki och attackerar den amerikanske ambassadören och den franske marskalken. Målet är att återuppbygga fascismen. Möten i Paris och London beskriver penning- och vapenrörelser och deras källor och viktiga aktörer.
Nyes gammelmoster, Lady Matilda, åker på sin egen resa för att besöka sin skolkamrat, grevinnan Charlotte von Waldsausen, och får reda på Charlottes planer på att bli ledare för den fascistiska världen, som hon sedan berättar om för sin brorson. Vid hemkomsten berättar Matilda för sin vän amiral Philip Blunt om vetenskapsmannen professor Shoreham, som uppfann något som kallas Project B, eller Benvo, som är en drog som gör människor altruistiska, men som kan orsaka en långsiktig förändring. Shoreham fick en stroke och han kan inte kommunicera bra. Han hade lagt projekt B på hyllan före sin stroke. Underrättelsegruppen träffas i Shorehams hem, där han förklarar begränsningarna i sitt välvilliga projekt. Kleek, förrädare i underrättelsegruppen, försöker döda Lord Altamount med gift och blir blockerad, så Miss Ellis, sjuksköterskan till Shoreham, skjuter Lord Altamount, som dör av chock. Miss Ellis känns igen som Milly Jean Cortman, som också hade dödat sin make. Den våldsamma händelsen ger ny energi till Shoreham, som bestämmer sig för att återuppta arbetet med sitt projekt. Han kommer att kontakta sin kollega Gottlieb för att starta om Project Benvo och även arrangera ett minnesmärke över Lord Altamount, den enda politiker han någonsin litat på.
Det sista kapitlet är en epilog, där Nye hemma hos Matilda förbereder sig för sitt kommande giftermål med Mary Ann. Hitlers förmodade son har förts till England för ett mer normalt liv och är på väg att bli organist i deras kyrka. Sybil, Nyes 5-åriga systerdotter, kommer att vara brudnäbb på bröllopet. Nye glömmer en best man, men ber Sybil att ta med pandan, som han köpte till henne på Frankfurts flygplats, eftersom den har varit "med" från början.

## Karaktärer
- Sir Stafford Nye: Engelsk diplomat, 45 år, med ett sinne för humor som gör honom opålitlig för vissa i diplomatvärlden.
- Mary Ann: Grevinnan Renata Zerkowski, som är känd som Daphne Theodofanous i olika situationer. Hon börjar som en kvinna utan namn när Nye träffar henne för första gången på Frankfurts flygplats. Hon är en aktiv medlem i den grupp som försöker bevisa att grevinnan Charlotte har fel och samlar information över hela världen. Horsham säger att hennes mor var grek och hennes far var tysk, och en farfar var österrikisk undersåte (under imperiets dagar). Underrättelsegruppen döper henne till Mary Ann, vilket återspeglar hennes varierande arbete för dem.
- Panda: Nye köper en uppstoppad panda som en present till sin systerdotter Sybil, när han är på flygplatsen.
- Lady Matilda Cleckheaton: Nyes gammelmoster som har goda kontakter och har ett mystiskt förflutet som lämnade henne med så många vänner och kontakter. Hon vidtar åtgärder för att hjälpa sin brorson, med Lord Altamount och genom sin resa till Bayern. Hon var skolkamrat med den rika och mäktiga grevinnan.
- Amy Leatheran: sjuksköterska och assistent till Lady Matilda.
- Gordon Chetwynd: Sir Staffords bekant på kontoret, som berättar för Nye att hans historia var i tidningen.
- Henry Horsham: från säkerhetskontoret, som uppmärksammar händelsen med Nye på flygplatsen, hans pass taget. Han är med i den utvalda grupp av underrättelseagenter som träffas i Robinsons hem.
- Överste Munro: arbetar på samma kontor som Nye, och pratar om Nyes incident på flygplatsen och undersöker den.
- Eric Pugh: Sir Staffords bekant, skolkamrat som är bra på att samla information. De pratar när han är i London, när han är tillbaka från Malaya och efter incidenten på flygplatsen.
- Överste Ephraim Pikeaway: tung piprökare, pensionerad, som är en av de utvalda underrättelsegrupper som arbetar för att blockera en oönskad internationell rörelse. Han har förtroende för Sir Stafford Nye. Karaktären dök också upp i två andra romaner: Katt bland duvor (1959) och Ödets efterföljare (1973).
- Sir George Packham: ministern som talar med Pikeaway om Nyes incident på Frankfurts flygplats. Han oroar sig för Nye.
- Sam Cortman: USA:s ambassadör i Storbritannien, fiktiv. Några dagar efter middagen, skjuten till döds på ambassadtrappan i London, av sin fru, fick man senare veta.
- Mildred (Milly Jean) Cortman: hustru till den amerikanska ambassadören som är värd för en ambassadmiddag.
- Robinson: Finansiär, mästare på internationella penningflöden, både hur man gör dem och hur man lär sig vem som gör dem. Han inser att Shoreham inte brände sina dokument om ett viktigt projekt, utan lade dem i ett kassaskåp någonstans. Karaktären dök upp i tre andra romaner: Katt bland duvor (1959), På Bertrams hotell (1965) och Ödets efterföljare (1973).
- Lord (Edward) Altamount: pensionerad från diplomatisk tjänst, tjänstgörande som konsult och en av de utvalda underrättelsegrupperna. Han dör av chock när Milly Jean Cortman skottar honom.
- Sir James Kleek: Lord Altamounts högra hand, som känner igen mönster. Han arbetade för Altamount i sju år, men han är förrädaren i gruppen, som försöker injicera Altamount med stryknin men stoppas av Horsham under mötet i professor Shorehams hus. Vidare försöker han misskreditera Mary Ann som Juanita, när Kleek känner den sanna Juanita.
- Grevinnan Charlotte von Waldsausen: rik och kraftfull kvinna, mycket fet och med hälsoproblem som gör det svårt att gå, som bor i Bayern. Hon kallas också Big Charlotte och hon var skolkamrat med Lady Matilda. Matilda betraktar henne som karaktären Brunhild i Richard Wagners opera Siegfried. Hon vill förändra världsordningen, efter att ha varit förtjust i nazisternas inställning till livet, en inställning som gick förlorad under andra världskriget. Kriget tog slut 25 år före den här historien.
- Franz Joseph: den unge Siegfried under grevinnan Charlotte. Stilig, en skicklig talare och musiker. Den som leder de unga i anarki för att bryta ner det gamla på väg mot nya, fascistiska vägar. När konspirationen bryts tar Sir Stafford Nye med honom till England för att spela orgel i hennes lokala kyrka.

Möte i Paris
- Signor Vitelly: Italiens premiärminister. Han rapporterar om omvälvningar i sitt land.
- Monsieur Coin: Frankrikes inrikesminister. Möte i Paris om våldsamma sociala omvälvningar.
- Monsieur Grosjean: Frankrikes president. Möte i Paris om våldsamma sociala omvälvningar i Frankrike och andra europeiska länder.
- Marskalken: karismatisk militär från Frankrike, som insisterar på att han kommer att möta de väpnade grupperna av unga människor. Han blir skjuten och sårad av studenterna.

Möten i London
- Cedric Lazenby: Storbritanniens premiärminister, som vill lösa allt genom ett samtal mellan honom och ledaren för en annan nation.
- Amiral Philip Blunt: en gammal vän till Lady Matilda. Överväger alternativen.
- Professor Eckstein: en brittisk vetenskapsman med högt anseende, nervös i detta sällskap av höga regeringstjänstemän. Han har en dyster sammanfattning av dödliga vapen, inget som är till hjälp i den nuvarande situationen.
- Herr Heinrich Spiess: Tysklands förbundskansler, som träffar premiärministern och några ur underrättelsegruppen, så att de får höra historien om en tysk psykiater.
- Dr Reichardt: Psykiater i Karlsruhe under och efter kriget, han presenterar en historia för gruppen om att Hitler besökte hans sjukhus och lät en patient som trodde att han var Hitler (en psykiatrisk sjukdom) lämna i hans ställe. Patienten som lämnas kvar tas snart bort av sin familj.
- Clifford Brent: en av tre unga män som besöker Nye i hans lägenhet och visar att de vet att han är en av dem, anarkisterna. Nye spelar Siegfriedmotivet på sin blockflöjt, och en av dem känner igen det.
- Jim Brewster: den andre av de tre unga männen.
- Roderick Kettely: den tredje av de tre unga männen.

Möte med professor Shoreham i Skottland
- Professor John Gottlieb: han bor i Austin, Texas. Mary Ann besöker honom för att fråga om Project Benvo, som betyder välvillig. Han vet att Shoreham förstörde hans register över projektet några veckor innan han fick en allvarlig stroke.
- Squadron leader Andrews: han är piloten som flyger gruppen från Intelligence Group (Horsham, Altamount, Kleek, Munro, Robinson) till professor Shorehams hem i Skottland och hjälper till när saker och ting blir våldsamma.
- Professor Robert Shoreham: Han har drabbats av en stroke och har lyssnat på musik och inte arbetat. Han anses vara en av de mest begåvade vetenskapsmännen och underrättelsegruppen söker upp honom för att få information om ett av hans sista projekt. Som så många andra karaktärer är han god vän med Lady Matilda, som kallar honom Bobby.
- Lisa Neumann: Professor Shorehams sekreterare. Österrikisk kvinna som arbetade med honom först som teknisk assistent, fram till hans stroke.
- Juanita: namn under vilket en farlig spion, en hängiven mördare, är känd; hon hittas i professor Shorehams hem. Shoreham behöver en sjuksköterska lika väl som miss Neuman, och den nyaste är miss Ellis. Hennes riktiga namn är Milly Jean Cortman, hustru till den amerikanska ambassadören i Storbritannien. Hon skjuter Lord Altamount när Kleeks försök att döda honom med gift stoppas.
- Dr McCulloch: tar hand om professor Shoreham och ser till att Shoreham är redo att arbeta igen efter incidenten på eftermiddagen.

## Litterär betydelse och mottagande
Francis Iles (Anthony Berkeley Cox) skrev i The Guardian (15 oktober 1970): "Av alla idiotiska konventioner som är knutna till thrillern är den dummaste idén att en bil som susar runt ett hörn i hög hastighet kan riktas mot ett tilltänkt offer som, helt osedd, har klivit av trottoaren och ut på vägbanan i exakt rätt ögonblick. Agatha Christie använder detta två gånger i Passagerare till Frankfurt. För övrigt är boken till stor del en diskurs över ett av Mrs Christies gamla favoritteman, det nuvarande tillståndet i världen och dess framtidsutsikter, som hon har en något mörk syn på. Med andra ord, för hennes åttionde bok ett något allvarligare arbete än vanligt från denna författare."
Maurice Richardson i The Observer (13 september 1970) började: "Hennes åttionde bok och [än] hennes bästa mycket långt ifrån hennes sämsta." Han avslutade: "Ibland undrar man om den gamla älsklingen vet skillnaden mellan en hippie och en skinhead, men hon är fortfarande fantastiskt underhållande. Jag förväntar mig att hon blir tillåtande för sin åttioförsta."
Robert Barnard sa om spionromanen att det var "Den sista av thrillers, och en som glider från det osannolika till det ofattbara och slutligen hamnar i ett obegripligt virrvarr. Priser bör erbjudas till läsare som kan förklara slutet. Handlar om sextiotalets ungdomsuppståndelse, droger, en ny arisk övermänniska och så vidare, ämnen som Christies grepp om var minst sagt osäkert (hon verkar ha den mest udda uppfattning om vad termen "tredje världen" betyder, till exempel). Collins insisterade på att hon skulle ge boken undertiteln "An Extravaganza". Man kan tänka sig andra beskrivningar."

## Analys
Phyllis Lassner jämför Passagerare till Frankfurt med John le Carrés kalla kriget-romaner och med Helen MacInnes roman The Salzburg Connection. Dessa romaner omvärderar de allierades seger i andra världskriget och ifrågasätter stabiliteten i freden efter kriget. Romanerna dramatiserar sin tids oro över fascismens återkomst under det kalla kriget. Lassner betraktar både Passagerare till Frankfurt och The Salzburg Connection som "spekulativa politiska fantasier".
Både Christie och MacInnes använde troper som är typiska för spionromaner: "maskulint ledarskap", dubbelagenter och spännande jakter och flykter. De båda kvinnliga författarna reviderade dock de typiska könsrollerna i spiongenren. De kvinnliga karaktärerna i de två romanerna spelar en viktig roll i att undersöka och ingripa i internationella kriser, medan spionförfattare vanligtvis reducerar de kvinnliga karaktärerna till sidekicks eller romantiska distraktioner för sina huvudpersoner.
När det gäller Christie noterar Lassner att detta var långt ifrån hennes första spionroman. Tidigt i sin karriär skrev Christie en rad spionthrillers som Den hemlighetsfulle motståndaren (1922), Mannen i brunt (1924), De fyra stora (1927) och De sju urens mysterium (1929). Passagerare till Frankfurt skiljer sig dock från andra Christie-romaner, eftersom den inte är ännu ett exempel på detektivromaner eller kriminalromaner. Det är en kombination av thriller och dystopisk fiktion som utforskar en hypotetisk framtid för hela världen. Romanen skildrar nazismens återkomst, som är beroende av att förena världens unga människor under sin trosbekännelse. Den nya nazistiska rörelsen och dess agenter förför världens ungdom med löften om ära och hjältemod. De indoktrinerade ungdomarna manipuleras till att arbeta för att störta regeringarna i sina respektive nationer och omfördela de nationella resurserna till att stödja en ny regim. Det verkliga målet med konspirationen är att etablera en global oligarki, kontrollerad av en självutnämnd härskarras.
Lassner noterar också Christies syn på nazismen i allmänhet. Romanens fjärde riket skildras som beroende av en kultur av drogmissbrukare, sadism, maktbegär och hat. Rikets potentiella maktövertagande framställs som ett undergång för individualitetens och demokratins ideal, tillsammans med den tillhörande sociala och politiska ordningen. Tant Matilda fungerar som romanens "visdomskälla" och konstaterar att riket inte bygger på nya idéer, utan på en gammal och återkommande: att alla måste följa "den unge hjälten", den "gyllene övermänniskan", "den unge Siegfried". Nye avfärdar sin mosters varningar om nazismen som rena fantasier. Matilda noterar att man under mellankrigstiden sa samma sak om Adolf Hitler och om Hitlerjugend; men vid den tiden planerade nazismen sitt maktövertagande genom att plantera femtekolonnare i olika länder, människor som passionerat trodde på den nazistiska trosbekännelsen. Matilda menar att samma metoder skulle kunna fungera igen under kalla krigets tid, om det nazistiska budskapet "framförs tillräckligt finurligt".
Christie begränsar inte farorna från romanens tid till 1960-talets "brigader av revolutionär ungdom". Christie använder romanen för att kritisera apatin hos en äldre generation, medan den tidens ungdom orsakar upplopp runt om i världen. Rekryteringskampanjen för ett nytt Barnkorståg, är (enligt Christie) ett resultat av efterkrigsgenerationernas misslyckande (föräldrar och far- och morföräldrar till de upproriska ungdomarna) att skapa en bättre eller mer progressiv politisk ordning. De äldre generationerna av romanen klamrar sig i huvudsak fast vid en "arkaisk politisk ordning", som inte erbjuder några verkligt progressiva idéer. Lassner menar att det inte är en slump att romanen inleds med att Stafford Nye slumrar till på Frankfurts flygplats, vilket återspeglar Nyes nonchalanta likgiltighet inför de politiska förändringarna i världen omkring honom.
Grevinnan Renatas och Nyes strävan i slutet av 1960-talet att stoppa det "fascistiska korståget" får dem att resa från Storbritannien till ett 1700-talsslott, som texten placerar i närheten av Berchtesgaden. Berchtesgaden beskrivs som "Hitlers bergshåla". Romanens slott fungerar som högkvarter för Gräfin Charlotte von Waldsausen, den plats varifrån hon utarbetar strategier för världsherravälde och försöker omvandla individer till en lydig massa. Romanen noterar att Charlottes ursprungliga efternamn var "Krapp". Christie menade att namnet var en ordlek som kopplade samman romanens skurk med familjen Krupp, vilket var viktigt för Hitlers krigsmaskin. Gräfin skildras som ett uttalat stöd för Förintelsen, när hon med värme minns dödsfall i gaskammare och tortyrceller. Hennes personliga förmögenhet, som är nödvändig för att finansiera hennes planer, beskrivs i romanen som härrörande från exploateringen av världens naturresurser. Hon ska ha förtjänat denna rikedom genom exploatering och kontroll över olja, koppar, guldgruvor i Sydafrika, krigsmateriel i Sverige, uranfyndigheter, kärnkraftsutveckling och "stora sträckor" kobolt.